# Pasar Belakang
Pasar Belakang is een bestuurslaag in het regentschap Sibolga van de provincie Noord-Sumatra, Indonesië. Pasar Belakang telt 5397 inwoners (volkstelling 2010).